# PGC 41264
LEDA/PGC 41264 ist eine kompakte, elliptische Zwerggalaxie vom Hubble-Typ dE0 im Sternbild Jungfrau auf der Ekliptik, die schätzungsweise 54 Millionen Lichtjahre von der Milchstraße entfernt ist. Unter der Katalognummer VCC 1254 wird sie als Mitglied des Virgo-Galaxienhaufens aufgeführt.
Im selben Himmelsareal befinden sich u. a. die Galaxien Messier 49, NGC 4465, NGC 4467, NGC 4470.